# Na skále (usedlost)
Na Skále je zaniklá usedlost v Praze 8-Libni v ulici Povltavská s původním č.p.741, na stráni nad řekou, pod přírodní památkou Bílá skála. Její památková ochrana byla roku 1964 zrušena.

## Historie
V Holešovičkách bývaly vinice již ve 14. století. Při dvoru je však v Tereziánském katastru uvedeno pouze pole zvané "Na skále" a jméno majitele Jindřich Příborský, novoměstský měšťan. Usedlost pocházela z první třetiny 19. století a ještě kolem roku 2000 stála osamocena na stráni nad Vltavou a ulicí Povltavskou. Obývaný patrový domek s hladkou fasádou zakrytý valbovou střechou byl památkově chráněn do roku 1964. Katastr nemovitostí v těchto místech uvádí pouze zbořeniště.